# Сори
Сори (итал. Sori) је насеље у Италији у округу Ђенова, региону Лигурија.
Према процени из 2011. у насељу је живело 2888 становника. Насеље се налази на надморској висини од 11 м.

## Становништво
Према резултатима пописа становништва 2011. у општини је живело 4.404 становника.
| 1931. | 1936. | 1951. | 1961. | 1971. | 1981. | 1991. | 2001. | 2011. |
| ----- | ----- | ----- | ----- | ----- | ----- | ----- | ----- | ----- |
| 4.507 | 4.430 | 4.490 | 4.663 | 4.809 | 4.750 | 4.518 | 4.263 | 4.404 |